# سالا (مقاطعة رابلا)
سالا (بالإستونيَّة: Sääla)، قرية تتبع دائرة ماريما في مقاطعة رابلا غرب إستونيا.
ينحدر منها الكاتب والصحفي والمؤرخ الإستوني ميهكل آيتسام (1877 – 1953).